# Associazione Calcio Udinese 1935-1936
Questa pagina raccoglie le informazioni riguardanti l'Associazione Calcio Udinese nelle competizioni ufficiali della stagione 1935-1936.

## Stagione
L'udinese si è piazzata in terza posizione nella classifica finale.

## Rosa
| N. |                   | Ruolo | Calciatore          |
| -- | ----------------- | ----- | ------------------- |
|    | Italia (bandiera) | A     | Mario Abatematteo   |
|    | Italia (bandiera) | D     | Gino Bellotto       |
|    | Italia (bandiera) | P     | Amos Bighellini     |
|    | Italia (bandiera) | A     | Carlo Bonino        |
|    | Italia (bandiera) | D     | Fulvio Ciroi        |
|    | Italia (bandiera) | A     | Remo Cossio         |
|    | Italia (bandiera) | C     | Remo Costa          |
|    | Italia (bandiera) | D     | Ferdinando Dal Pont |
|    | Italia (bandiera) | A     | Gottardo Menini     |
|    | Italia (bandiera) | C     | Attilio Mestroni    |

| N. |                   | Ruolo | Calciatore       |
| -- | ----------------- | ----- | ---------------- |
|    | Italia (bandiera) | A     | Elio Patriarca   |
|    | Italia (bandiera) | C     | Sergio Peresson  |
|    | Italia (bandiera) | C     | Rinaldo Petrozzi |
|    | Italia (bandiera) | D     | Ugo Schiffo      |
|    | Italia (bandiera) | A     | Mario Sdraulig   |
|    | Italia (bandiera) | C     | Sisto Tavano     |
|    | Italia (bandiera) | P     | Giuseppe Tonello |
|    | Italia (bandiera) | C     | Ettore Zampa     |
|    | Italia (bandiera) | A     | Mario Zuliani    |

## Risultati

### Campionato

#### Girone di andata
| 1ª giornata | Rovigo | 0 – 0 | Udinese |  |

| 2ª giornata | Udinese | 4 – 2 | Libertas Rimini |  |

| 3ª giornata | Trento | 1 – 0 | Udinese |  |

| 4ª giornata | Udinese | 4 – 1 | Grion Pola |  |

| 5ª giornata | Pro Gorizia | 2 – 4 | Udinese |  |

| 6ª giornata | Udinese | 2 – 1 | Anconitana |  |

| 7ª giornata | Venezia | 4 – 1 | Udinese |  |

| 8ª giornata | Udinese | 2 – 0 | Vicenza |  |

| 9ª giornata | Forlimpopoli | 3 – 1 | Udinese |  |

| 10ª giornata | Udinese | 0 – 0 | Treviso |  |

| 11ª giornata | Fiumana | 1 – 1 | Udinese |  |

| 12ª giornata | Udinese | 2 – 2 | Mantova |  |

| 13ª giornata | Udinese | 3 – 2 | Fano |  |

| 14ª giornata | Jesi | 1 – 2 | Udinese |  |

| 15ª giornata | Udinese | 1 – 1 | Padova |  |

#### Girone di ritorno
| 16ª giornata | Udinese | 5 – 0 | Rovigo |  |

| 17ª giornata | Libertas Rimini | 2 – 0 | Udinese |  |

| 18ª giornata | Udinese | 6 – 0 | Trento |  |

| 19ª giornata | Grion Pola | 0 – 0 | Udinese |  |

| 20ª giornata | Udinese | 2 – 2 | Pro Gorizia |  |

| 21ª giornata | Anconitana | 0 – 3 | Udinese |  |

| 22ª giornata | Udinese | 1 – 1 | Venezia |  |

| 23ª giornata | Vicenza | 0 – 0 | Udinese |  |

| 24ª giornata | Udinese | 4 – 0 | Forlimpopoli |  |

| 25ª giornata | Treviso | 0 – 0 | Udinese |  |

| 26ª giornata | Udinese | 5 – 0 | Fiumana |  |

| 27ª giornata | Mantova | 2 – 4 | Udinese |  |

| 28ª giornata | Fano | 0 – 0 | Udinese |  |

| 29ª giornata | Udinese | 1 – 0 | Jesi |  |

| 16ª giornata | Padova | 1 – 0 | Udinese |  |